# اسپرینگ برانچ، شهرستان کومال، تگزاس
اسپرینگ برانچ (به انگلیسی: Spring Branch) یک شهر در ایالات متحده آمریکا است که در تگزاس واقع شده‌است. اسپرینگ برانچ ۴٫۹ کیلومتر مربع مساحت و ۲۵۰ نفر جمعیت دارد و ۳۳۹٫۸۶ متر بالاتر از سطح دریا واقع شده‌است.